# Пам'ятки історії Вовчанської громади
У Вовчанській міській громаді Харківської області на обліку перебуває 107 пам'яток історії.
| № п/п | Охоронний номер пам’ятки | Місце знаходження, (адреса) пам’ятки                   | Найменування пам’ятки | Автор, дослідник пам’ятки. Дата відкриття                                                    | Матеріал, з якого виготовлений пам’ятник. Основні розміри                                  | Категорія охорони пам’ятки | Номер і дата рішення державних органів про взяття пам’ятки під охорону | Охоронна зона                                                 |
| ----- | ------------------------ | ------------------------------------------------------ | --- | -------------------------------------------------------------------------------------------- | ------------------------------------------------------------------------------------------ | -------------------------- | ---------------------------------------------------------------------- | ------------------------------------------------------------- |
| 1.    | 709                      | м. Вовчанськ, вул. Гагаріна,12                         | Будинок, у якому проходили районні збори колгоспників-ударників. 1933 р.                                                                                               |                                                                                              | Будинок — цегла                                                                            | Місцева                    | № 61 від 25.01.72р.                                                    |                                                               |
| 2.    | 1654                     | -<<- вул. Ганни                                        | Братська могила радянських воїнів. Поховано 300 воїнів. 1942 р., 1943 р.                                                                                               | Харківська скульптурна фабрика 1978 р.                                                       | Стела — 3,4х2,3х0,5 м, мармурова кришка                                                    | -<<-                       | № 13 від 12.01.81р.                                                    | 25 м (Наказ правління культури і туризму від 10.09.09. № 234) |
| 3.    | 705                      | -<<- вул. Гоголя, 3                                    | Будинок, у якому народилася і жила Хоперська Г. 1898 р. |                                                                                              | Будинок — дерево, цегла                                                                    | -<<-                       | № 61 від 25.01.72р.                                                    |                                                               |
| 4.    | 621                      | -<<- вул. Дзержинського                                | Братська могила борців за встановлення радянської влади, червоноармійців і партизанів. Поховано 27 чол. 1917 р., 1918 р., 1919 р.                                      | Харківська скульптурна фабрика 1967 р.                                                       | Обеліск. — 8,0 м, з/б. Постамент — цегла, цемент                                           | Місцева                    | № 61 від 25.01.72р.                                                    |                                                               |
| 5.    | 625                      | -<<- вул. Короленка                                    | Братська могила радянських воїнів. Поховано 181 воїна. 1941 р.,1942 р., 1943 р.                                                                                        | Харківська скульптурна фабрика 1965 р.                                                       | Скульптура — 2,5 м, з/б. Постамент — 2,5 м, цегла, цемент                                  | -<<-                       | № 61 від 25.01.72р.                                                    | 25 м (Наказ правління культури і туризму від 10.09.09. № 234) |
| 6.    | 685                      | -<<-                                                   | Могила Дерябіна М. І. — Героя Соціалістичної Праці. 1951 р. | Харківська скульптурна фабрика 1971 р.                                                       | Обеліск. — 2,0 м, мармурова кришка                                                         | -<<-                       | № 61 від 25.01.72р.                                                    |                                                               |
| 7.    | 629                      | -<<-                                                   | Могила Желєзнякова П. П., Героя — Радянського Союзу, і Морозова В., гвардії лейтенанта. 1951 р.                                                                        | Харківська скульптурна фабрика 1956 р.                                                       | Стела — 2,2х0,6х0,4 м, мармурова кришка                                                    | -<<-                       | № 61 від 25.01.72р.                                                    |                                                               |
| 8.    | 686                      | -<<-                                                   | Могила Кравченка Ф. Т. — Героя Радянського Союзу. 1966 р. | 1971 р.                                                                                      | Стела −1,6х0,7х0,7 м, граніт                                                               | -<<-                       | № 61 від 25.01.72р.                                                    |                                                               |
| 9.    | 2411                     | -<<-                                                   | Могила Лещенка Д. К., командира партизанського загону № 1 Вовчанського району. 1954 р.                                                                                 | 1956 р.                                                                                      | Стела — 1,5х0,66х0,13 м, граніт                                                            | -<<-                       | № 142 від 20.05.91р.                                                   |                                                               |
| 10.   | 684                      | -<<-                                                   | Могила Сєрашова О. П., гвардії генерал-майора. 1943 р. | Харківська скульптурна фабрика 1965 р.                                                       | Обеліск — 3,0 м, граніт                                                                    | -<<-                       | № 61 від 25.01.72р.                                                    |                                                               |
| 11.   | 2412                     | -<<-                                                   | Могила Шепелєва І. А., командира Вовчанського партизанського загону ім. Щорса. 1953 р.                                                                                 | Харківська скульптурна фабрика 1988 р.                                                       | Стела — 1,5х0,7х0,15 м, лабрадорит                                                         | -<<-                       | № 142 від 20.05.91р.                                                   |                                                               |
| 12.   | 624                      | м. Вовчанськ, вул. Леніна                              | Братська могила радянських воїнів і партизанів, серед яких поховані Щербак О. М. і Волкова Н. Т. — Герої Радянського Союзу. Поховано 50 чол. 1941 р., 1942 р., 1943 р. | Харківська скульптурна фабрика 1958 р.                                                       | Скульптура — 3,0 м, з/б. Постамент — 3,3 м, цегла, цемент                                  | -<<-                       | № 61 від 25.01.72р.                                                    | 25 м (Наказ правління культури і туризму від 10.09.09. № 234) |
| 13.   | 707                      | -<<- вул. Леніна, 100                                  | Будинок, у якому працювали Вовчанський повітовий партком і Рада робітничих, солдатських і селянських депутатів. 1917–1919 рр.                                          |                                                                                              | Будинок — цегла                                                                            | -<<-                       | № 61 від 25.01.72р.                                                    |                                                               |
| 14.   | 712                      | -<<- вул. Леніна                                       | Пам'ятник В.І.Леніну | Харківська скульптурна фабрика 1957 р.                                                       | Скульптура — 3,0 м, з/б. Постамент — 3,1 м, цегла, цемент                                  | -<<-                       | № 61 від 25.01.72р.                                                    |                                                               |
| 15.   | 627                      | м. Вовчанськ, вул. Н. Волкової, місцеве кладовище      | Братська могила радянських воїнів. Поховано 152 воїни. 1941 р., 1942 р., 1943 р.                                                                                       | Харківська скульптурна фабрика 1973 р.                                                       | Скульптура — 2,7 м, з/б. Постамент — 1,15 м, цегла, цемент                                 | -<<-                       | № 61 від 25.01.72р.                                                    | 25 м (Наказ правління культури і туризму від 10.09.09. № 234) |
| 16.   |                          | м. Вовчанськ, вул. Н. Волкової, місцеве кладовище      | Могила В. О. Бабенка, першовідкривача салтівської археологічної культури. 1956 р.                                                                                      | Н. М. Бражник, директор історико-археологічного музею- заповідника «Верхній Салтів». 2002 р. | Дерев'яний хрест                                                                           | -<<-                       | Наказ УК ХОДА № 25 від 02.03.05 р.                                     |                                                               |
| 17.   | 628                      | -<<-радгосп Плетенівка                                 | Братська могила радянських воїнів. Поховано 9 воїнів. 1941 р., 1942 р., 1943 р.                                                                                        | Харківська скульптурна фабрика 1978 р.                                                       | Стела — 2,2х0,9х0,2 м, мармурова кришка                                                    | Місцева                    | № 61 від 25.01.72р.                                                    | 25 м (Наказ правління культури і туризму від 10.09.09. № 234) |
| 18.   | 706                      | -<<- вул. Пушкінська, 1                                | Будинок колишньої семінарії, у якій викладав Треньов К. А., російський письменник. 1907–1909 рр.                                                                       |                                                                                              | Будинок — цегла                                                                            | -<<-                       | № 61 від 25.01.72р.                                                    |                                                               |
| 19.   | 692                      | -<<-                                                   | Пам'ятник воїнам- комсомольцям. 1941–1945 рр. | Харківська скульптурна фабрика 1965 р.                                                       | Скульптура — 2,5 м, з/б. Постамент — 2,0 м, цегла, цемент                                  | -<<-                       | № 61 від 25.01.72р.                                                    |                                                               |
| 20.   | 2413                     | м. Вовчанськ, Рубіжненське шосе                        | Пам'ятний знак на честь трудового подвигу Стрельцова І. С., механізатора.                                                                                              | 1981 р.                                                                                      | Трактор «Універсал-2» — 3,5×1,5 м на п'єдесталі — цегла, цемент, у вигляді серпа і молота. | -<<-                       | № 142 від 20.05.91р.                                                   |                                                               |
| 21.   | 626                      | -<<- вул. Чкалова                                      | Братська могила радянських воїнів. Поховано 209 воїнів. 1941 р., 1943 р.                                                                                               | Харківська скульптурна фабрика 1957 р.                                                       | Скульптура — 2,8 м, з/б. Постамент — 4,5 м, цегла, цемент                                  | -<<-                       | № 61 від 25.01.72р.                                                    | 25 м (Наказ правління культури і туризму від 10.09.09. № 234) |
| 22.   | 693                      | -<<-                                                   | Пам'ятник воїнам-землякам. 1941–1945 рр. | Харківська скульптурна фабрика 1968 р.                                                       | Скульптура — 2,5 м, з/б. Постамент — 2,5 м, цегла, цемент                                  | -<<-                       | № 61 від 25.01.72р.                                                    |                                                               |
| 23.   | 708                      | м. Вовчанськ, вул. Шевченка, 25                        | Будинок, у якому знаходилися Вовчанський повітовий комітет КП(б)У і Комуністичний клуб. 1920–1922 рр.                                                                  |                                                                                              | Будинок — цегла                                                                            | -<<-                       | -<<-                                                                   |                                                               |
| 24.   | 630                      | с. Байрак Рубіжненської с/р                            | Братська могила радянських воїнів. Поховано 428 воїнів. 1942 р., 1943 р.                                                                                               | Харківська скульптурна фабрика 1965 р.                                                       | Скульптура — 2,5 м, з/б. Постамент — 3,5 м, цегла, цемент                                  | -<<-                       | -<<-                                                                   | 25 м (Наказ правління культури і туризму від 10.09.09. № 234) |
| 25.   | 631                      | с-ще Бакщеївка Новоолександрівської с/р                | Братська могила радянських воїнів. Поховано 10 воїнів. 1942 р., 1943 р.                                                                                                | Харківська скульптурна фабрика 1966 р.                                                       | Скульптра 2,5 м, з/б. Постамент — 2,8 м, цегла, цемент                                     | -<<-                       | -<<-                                                                   | 25 м (Наказ правління культури і туризму від 10.09.09. № 234) |
| 26.   | 637                      | с. Бережне Котівської с/р                              | Могила Ахтирського А. П., секретаря комсомольського осередку. 1930 р.                                                                                                  | Харківська скульптурна фабрика 1966 р.                                                       | Обеліск — 2,0 м, цегла, цемент                                                             | -<<-                       | -<<-                                                                   |                                                               |
| 27.   | 632                      | с. Березники Старосалтівської сел/р                    | Братська могила радянських воїнів. Поховано 245 воїнів. 1942 р., 1943 р.                                                                                               | Харківська скульптурна фабрика 1967 р.                                                       | Скульптура — 2,5 м, з/б. Постамент — 2,7 м, цегла, цемент                                  | -<<-                       | -<<-                                                                   | 25 м (Наказ правління культури і туризму від 10.09.09. № 234) |
| 28.   | 634                      | смт. Білий Колодязь, вул. Вовчанська                   | Братська могила радянських воїнів. Поховано 83 воїни. 1942 р., 1943 р.                                                                                                 | Харківська скульптурна фабрика 1965 р.                                                       | Скульптура — 2,5 м, з/б. Постамент — 2,8 м, цегла, цемент                                  | -<<-                       | -<<-                                                                   | 25 м (Наказ правління культури і туризму від 10.09.09. № 234) |
| 29.   | 710                      | смт. Білий Колодязь, вул. Кірова, 35                   | Будинок, у якому знаходилася контора першого у селі колгоспу. 1929 р.                                                                                                  |                                                                                              | Будинок — цегла                                                                            | -<<-                       | -<<-                                                                   |                                                               |
| 30.   | 633                      | смт. Білий Колодязь, вул. Леніна                       | Братська могила радянських воїнів, серед яких похований Блинов М. П. — Герой Радянського Союзу. Поховано 157 воїнів. 1942 р., 1943 р.                                  | 1952 р.                                                                                      | Обеліск — 13,0 м, цегла, цемент                                                            | Місцева                    | № 61 від 25.01.72р.                                                    | 25 м (Наказ правління культури і туризму від 10.09.09. № 234) |
|       |                          |                                                        | |                                                                                              |                                                                                            |                            |                                                                        |                                                               |
| 32.   | 635                      | с. Бузове Різниківської с/р                            | Братська могила радянських воїнів. Поховано 29 воїнів. 1943 р. | Харківська скульптурна фабрика 1967 р.                                                       | Скульптура — 2,5 м, з/б. Постамент — 2,6 м, цегла, цемент                                  | -<<-                       | -<<-                                                                   | 25 м (Наказ правління культури і туризму від 10.09.09. № 234) |
| 33.   | 636                      | с. Варварівка Жовтневої Другої с/р                     | Братська могила радянських воїнів. Поховано 68 воїнів. 1942 р., 1943 р.                                                                                                | Харківська скульптурна фабрика 1966 р.                                                       | Скульптура — 2,5 м, з/б. Постамент — 2,5 м, цегла, цемент                                  | -<<-                       | -<<-                                                                   | 25 м (Наказ правління культури і туризму від 10.09.09. № 234) |
| 34.   | 637                      | с. Варварівка Рубіжненської с/р                        | Братська могила радянських воїнів. Поховано 850 воїнів. 1942 р., 1943 р.                                                                                               | Харківська скульптурна фабрика 1969 р.                                                       | Бюст — 0,7 м, бетон. Постамент −1,9 м, цегла, цемент                                       | -<<-                       | -<<-                                                                   | 25 м (Наказ правління культури і туризму від 10.09.09. № 234) |
| 35.   | 638                      | с. Василівка Іванівської с/р                           | Братська могила радянських воїнів. Поховано 30 воїнів. 1942 р., 1943 р.                                                                                                | Харківська скульптурна фабрика 1966 р.                                                       | Скульптура — 2,5 м, з/б. Постамент — 3,5 м, цегла, цемент                                  | -<<-                       | -<<-                                                                   | 25 м (Наказ правління культури і туризму від 10.09.09. № 234) |
| 36.   | 711                      | -<<-                                                   | Пам'ятник Марксу К | Харківська скульптурна фабрика 1968 р.                                                       | Бюст — 1,0 м, з/б. Постамент — 1,5 м, цегла, цемент                                        | -<<-                       | -<<-                                                                   |                                                               |
| 37.   | 714                      | -<<-                                                   | Пам'ятник В.І.Леніну | Харківська скульптурна фабрика 1969 р.                                                       | Бюст — 1,0 м, з\б. Постамент — 1,5 м, цегла, цемент                                        | -<<-                       | -<<-                                                                   |                                                               |
| 38.   | 639                      | с. Верхній Салтів Рубіжненської с/р                    | Братська могила радянських воїнів. Поховано 153 воїни. 1941 р., 1942 р., 1943 р.                                                                                       | Харківська скульптурна фабрика 1968 р.                                                       | Скульптура — 2,5 м, з/б. Постамент — 1,0х1,5х1,0 м, цегла, цемент                          | -<<-                       | -<<-                                                                   | 25 м (Наказ правління культури і туризму від 10.09.09. № 234) |
| 39.   | 640                      | с. Верхня Писарівка Червоноармійської Першої с/р       | Братська могила радянських воїнів. Поховано 81 воїна. 1941 р., 1942 р., 1943 р.                                                                                        | Харківська скульптурна фабрика 1971 р.                                                       | Скульптура — 3,0 м, з/б. Постамент — 2,0 м, цегла, цемент                                  | -<<-                       | -<<-                                                                   | 25 м (Наказ правління культури і туризму від 10.09.09. № 234) |
| 40.   |                          | смт. Вільча                                            | Пам'ятний знак воїнам-землякам, які загинули на фронтах ВВВ | Т. М. Борисова. 2001 р.                                                                      | З/б, мідь, граніт                                                                          | -<<-                       | Наказ УК ХОДА № 25 від 02.03.05 р.                                     |                                                               |
| 41.   | 641                      | с. Вовчанські Хутори Вовчансько-Хутірської с/р         | Братська могила радянських воїнів. Поховано 198 воїнів. 1942 р., 1943 р.                                                                                               | Харківська скульптурна фабрика 1963 р.                                                       | Скульптура — 2,5 м, з/б. Постамент — 2,5 м, цегла, цемент                                  | -<<-                       | № 61 від 25.01.72р.                                                    | 25 м (Наказ правління культури і туризму від 10.09.09. № 234) |
| 42.   | 695                      | -<<-                                                   | Пам'ятник воїнам-односельчанам. 1941–1945 рр. | Харківська скульптурна фабрика 1967 р.                                                       | Скульптура — 2,5 м, з/б. Постамент — 1,1 м, цегла, цемент                                  | -<<-                       | -<<-                                                                   |                                                               |
| 43.   | 643                      | с-ще Волохівське Білоколодязької сел/р.                | Братська могила радянських воїнів. Поховано 98 воїнів. 1941 р., 1942 р., 1943 р.                                                                                       | Харківська скульптурна фабрика 1966 р.                                                       | Скульптура — 2,5 м, з/б. Постамент — 2,5 м, цегла, цемент                                  | -<<-                       | -<<-                                                                   | 25 м (Наказ правління культури і туризму від 10.09.09. № 234) |
| 44.   | 715                      | -<<-                                                   | Пам'ятник В.І.Леніну | Харківська скульптурна фабрика 1969 р.                                                       | Бюст — 1,2 м, з/б. Постамент — 2,4 м, цегла, цемент                                        | -<<-                       | -<<-                                                                   |                                                               |
| 45.   | 644                      | с. Гатище Гатищенської с/р                             | Братська могила радянських воїнів. Поховано 217 воїнів. 1941 р., 1942 р., 1943 р.                                                                                      | Харківська скульптурна фабрика 1964 р.                                                       | Скульптура — 2,5 м, з/б. Постамент — 2,5 м, цегла, цемент                                  | -<<-                       | -<<-                                                                   | 25 м (Наказ правління культури і туризму від 10.09.09. № 234) |
| 46.   | 645                      | с. Гонтарівка Гонтарівської с/р                        | Братська могила радянських воїнів. Поховано 545 воїнів. 1941 р., 1943 р.                                                                                               | Харківська скульптурна фабрика 1963 р.                                                       | Скульптура — 2,5 м, з/б. Постамент — 2,0 м, цегла, цемент                                  | Місцева                    | № 61 від 25.01.72р.                                                    | 25 м (Наказ правління культури і туризму від 10.09.09. № 234) |
| 47.   | 646                      | с. Дегтярне Нестерянської с/р                          | Братська могила радянських воїнів. Поховано 20 воїнів. 1941 р., 1943 р.                                                                                                | Харківська скульптурна фабрика 1962 р.                                                       | Скульптура — 3,0 м, з/б. Постамент — 3,0 м, цегла, цемент                                  | -<<-                       | -<<-                                                                   | 25 м (Наказ правління культури і туризму від 10.09.09. № 234) |
| 48.   | 696                      | -<<-                                                   | Пам'ятник воїнам-односельчанам. 1941–1945 рр. | 1967 р.                                                                                      | Стела — 2,2х1,6х0,6 м, цегла, цемент                                                       | -<<-                       | -<<-                                                                   |                                                               |
| 49.   | 648                      | с. Жовтневе Червоноармійської Першої с/р               | Братська могила радянських воїнів. Поховано 370 воїнів. 1941 р., 1942 р., 1943 р.                                                                                      | Харківська скульптурна фабрика 1967 р.                                                       | Скульптура — 3,0 м, з/б. Постамент — 3,1 м, цегла, цемент                                  | -<<-                       | -<<-                                                                   | 25 м (Наказ правління культури і туризму від 10.09.09. № 234) |
| 50.   | 649                      | с. Жовтневе Друге Жовтневої Другої с/р                 | Братська могила радянських воїнів. Поховано 188 воїнів. 1942 р., 1943 р.                                                                                               | Харківська скульптурна фабрика 1955 р.                                                       | Скульптура — 2,5 м, з/б. Постамент — 1,8 м, цегла, цемент                                  | -<<-                       | -<<-                                                                   | 25 м (Наказ правління культури і туризму від 10.09.09. № 234) |
| 51.   | 697                      | -<<-                                                   | Пам'ятник воїнам-односельчанам. 1941–1945 р. | Харківська скульптурна фабрика 1968 р.                                                       | Скульптура — 2,5 м, з/б. Постамент — 2,5 м, цегла, цемент                                  | -<<-                       | -<<-                                                                   |                                                               |
| 52.   | 688                      | с. Захарівка Іванівської с/р                           | Могила Бондаренка І. Я., секретаря комсомольського осередку. 1923 р.                                                                                                   | 1970 р.                                                                                      | Обеліск — 1,6 м, мармурова кришка                                                          | -<<-                       | -<<-                                                                   |                                                               |
| 53.   | 650                      | с. Землянки Землянської с/р                            | Братська могила радянських воїнів. Поховано 80 воїнів. 1942 р., 1943 р.                                                                                                | Харківська скульптурна фабрика 1957 р.                                                       | Скульптура — 2,5 м, з/б. Постамент — 2,9 м, цегла, цемент                                  | -<<-                       | -<<-                                                                   | 25 м (Наказ правління культури і туризму від 10.09.09. № 234) |
| 54.   | 698                      | -<<-                                                   | Пам'ятник воїнам-односельчанам. 1941–1945 р. | Харківська скульптурна фабрика 1967 р.                                                       | Стела — 1,85х3,8х0,75 м, цегла                                                             | -<<-                       | -<<-                                                                   |                                                               |
| 55.   | 716                      | -<<-                                                   | Пам'ятник В.І.Леніну | Харківська скульптурна фабрика 1957 р.                                                       | Скульптура — 2,5 м, з/б. Постамент — 3,0 м, цегла, цемент                                  | -<<-                       | -<<-                                                                   |                                                               |
| 56.   | 651                      | с. Іванівка Іванівської с/р                            | Братська могила радянських воїнів. Поховано 153 воїнів. 1942 р., 1943 р.                                                                                               | Харківська скульптурна фабрика 1963 р.                                                       | Скульптура — 2,5 м, з/б. Постамент — 2,0 м, цегла, цемент                                  | -<<-                       | -<<-                                                                   | 25 м (Наказ правління культури і туризму від 10.09.09. № 234) |
| 57.   | 652                      | с. Ізбицьке Старицької с/р                             | Братська могила радянських воїнів. Поховано 178 воїнів. 1942 р., 1943 р.                                                                                               | Харківська скульптурна фабрика 1967 р.                                                       | Скульптура-3,0 м, з/б. Постамент — 3,0 м, цегла, цемент                                    | -<<-                       | -<<-                                                                   | 25 м (Наказ правління культури і туризму від 10.09.09. № 234) |
| 58.   | 653                      | с. Котівка Котівської с/р                              | Братська могила: Мартовицького Ф. К., голови комнезаму і радянських воїнів. Поховано 64 чол. 1930 р., 1942 р., 1943 р.                                                 | Харківська скульптурна фабрика 1964 р.                                                       | Скульптура — 2,5 м, з/б. Постамент — 3,5 м, цегла, цемент                                  | -<<-                       | -<<-                                                                   | 25 м (Наказ правління культури і туризму від 10.09.09. № 234) |
| 59.   | 654                      | с. Мала Вовча Охрімівської с/р                         | Братська могила радянських воїнів. Поховано 28 воїнів. 1942 р., 1943 р.                                                                                                | Харківська скульптурна фабрика 1965 р.                                                       | Скульптура — 2,5 м, з/б. Постамент — 3,0 м, цегла, цемент                                  | -<<-                       | -<<-                                                                   | 25 м (Наказ правління культури і туризму від 10.09.09. № 234) |
| 60.   | 699                      | -<<-                                                   | Пам'ятник воїнам-односельчанам. 1941–1945 р. | 1967 р.                                                                                      | Стела — 1,8х4,5х0,45 м, з/б, цегла, цемент                                                 | -<<-                       | -<<-                                                                   |                                                               |
| 61.   | 2414                     | -<<-                                                   | Водяний млин. к. XIX — поч. XX ст. |                                                                                              |                                                                                            | -<<-                       | № 142 від 20.05.91р.                                                   |                                                               |
| 62.   | 655                      | с. Молодова Молодівської с/р                           | Братська могила радянських воїнів. Поховано 427 воїнів. 1941 р., 1942 р., 1943 р.                                                                                      | Харківська скульптурна фабрика 1966 р.                                                       | Скульптура — 2,5 м, з/б. Постамент — 3,0 м, цегла, цемент                                  | -<<-                       | № 61 від 25.01.72р.                                                    | 25 м (Наказ правління культури і туризму від 10.09.09. № 234) |
| 63.   | 656                      | с. Москалівка Червоноармійської с/р                    | Братська могила радянських воїнів. Поховано 17 воїнів. 1942 р., 1943 р.                                                                                                | Харківська скульптурна фабрика 1965 р.                                                       | Скульптура — 2,5 м, з/б. Постамент — 2,4 м, цегла, цемент                                  | -<<-                       | -<<-                                                                   | 25 м (Наказ правління культури і туризму від 10.09.09. № 234) |
| 64.   | 657                      | с. Нестерне Нестерянської с/р                          | Братська могила радянських воїнів. Поховано 55 воїнів . 1941 р., 1942 р., 1943 р.                                                                                      | Харківська скульптурна фабрика 1953 р.                                                       | Скульптура — 2,5 м, з/б. Постамент — 3,0 м, цегла, цемент                                  | Місцева                    | № 61 від 25.01.72р.                                                    | 25 м (Наказ правління культури і туризму від 10.09.09. № 234) |
| 65.   | 658                      | с-ще Новоолександрівка Новоолександрівської с/р        | Братська могила радянських воїнів. Поховано 33 воїни. 1942 р., 1943 р.                                                                                                 | Харківська скульптурна фабрика 1964 р.                                                       | Скульптура — 2,5 м, з/б. Постамент — 3,0 м, цегла, цемент                                  | -<<-                       | -<<-                                                                   | 25 м (Наказ правління культури і туризму від 10.09.09. № 234) |
| 66.   | 717                      | -<<-                                                   | Пам'ятник В.І.Леніну | Харківська скульптурна фабрика 1964 р.                                                       | Скульптура — 2,5 м, з/б. Постамент — 2,3 м, цегла, цемент                                  | -<<-                       | -<<-                                                                   |                                                               |
| 67.   | 659                      | с. Огірцеве Гатищенської с/р                           | Братська могила радянських воїнів і жертв фашизму. Поховано 23 чол . 1941 р., 1942 р., 1943 р.                                                                         | Харківська скульптурна фабрика 1965 р.                                                       | Скульптура — 2,5 м, з/б. Постамент — 2,3 м, цегла, цемент                                  | -<<-                       | -<<-                                                                   | 25 м (Наказ правління культури і туризму від 10.09.09. № 234) |
| 68.   | 660                      | с. Охрімівка Охрімівської с/р                          | Братська могила радянських воїнів. Поховано 232 воїна. 1942 р., 1943 р.                                                                                                | Харківська скульптурна фабрика 1960 р.                                                       | Скульптура — 3,0 м, з/б. Постамент — 3,0 м, цегла, цемент                                  | -<<-                       | -<<-                                                                   | 25 м (Наказ правління культури і туризму від 10.09.09. № 234) |
| 69.   | 700                      | -<<-                                                   | Пам'ятний знак воїнам-односельчанам. 1941–1945 рр. | Харківська скульптурна фабрика 1977 р.                                                       | Скульптура — 2,5 м, з/б. Постамет — 1,2х1,1х1,1 м. Стела — 2,7х4,8х0,65 м, цегла           | -<<-                       | -<<-                                                                   |                                                               |
| 70.   | 661                      | с. Перківка Хотімлянської с/р                          | Братська могила радянських воїнів. Поховано 1300 воїнів.1942 р., 1943 р.                                                                                               | Харківська скульптурна фабрика 1961 р.                                                       | Скульптура — 2,5 м, з/б. Постамент — 3,0 м, цегла, цемент                                  | -<<-                       | -<<-                                                                   | 25 м (Наказ правління культури і туризму від 10.09.09. № 234) |
| 71.   | 662                      | с. Петрівське Старосалтівської сел/р                   | Братська могила радянських воїнів. Поховано 151 воїна. 1942 р., 1943 р.                                                                                                | Харківська скульптурна фабрика 1959 р.                                                       | Скульптура — 2,5 м, з/б. Постамент — 3,0 м, цегла, цемент                                  | -<<-                       | -<<-                                                                   | 25 м (Наказ правління культури і туризму від 10.09.09. № 234) |
| 72.   | 663                      | с. Петропавлівка Петропавлівської с/р                  | Братська могила радянських воїнів і пам'ятний знак воїнам-односельчанам. Поховано 64 воїни. 1941 р., 1942 р., 1943 р., 1941–1945 рр.                                   | Харківська скульптурна фабрика. 1965 р.                                                      | Скульптура — 2,5 м, з/б. Постамент — 2,2 м, цегла, цемент                                  | -<<-                       | -<<-                                                                   | 25 м (Наказ правління культури і туризму від 10.09.09. № 234) |
| 73.   | 664                      | с. Пільна Пільнянської с/р                             | Братська могила радянських воїнів. Поховано 42 воїни . 1941 р., 1942 р., 1943 р.                                                                                       | Харківська скульптурна фабрика 1965 р.                                                       | Скульптура — 2,5 м, з/б. Постамент — 3,0 м, цегла, цемент                                  | -<<-                       | -<<-                                                                   | 25 м (Наказ правління культури і туризму від 10.09.09. № 234) |
| 74.   | 701                      | -<<-                                                   | Пам'ятник воїнам-односельчанам. 1941–1945 р. | Харківська скульптурна фабрика 1968 р.                                                       | Скульптура — 2,5 м, з/б. Постамент — 1,0 м, цегла, цемент                                  | -<<-                       | -<<-                                                                   |                                                               |
| 75.   | 718                      | -<<-                                                   | Пам'ятник В.І.Леніну | Харківська скульптурна фабрика 1970 р.                                                       | Бюст — 1,2 м, з/б. Постамент — 1,7 м, цегла, цемент                                        | -<<-                       | -<<-                                                                   |                                                               |
| 76.   | 665                      | с. Приліпка Гатищенської с/р                           | Братська могила радянських воїнів. Поховано 9 воїнів. 1942 р., 1943 р.                                                                                                 | Харківська скульптурна фабрика 1966 р.                                                       | Скульптура — 2,5 м, з/б. Постамент — 3,5 м, цегла, цемент                                  | -<<-                       | -<<-                                                                   | 25 м (Наказ правління культури і туризму від 10.09.09. № 234) |
| 77.   | 666                      | с. Пролетарське Червоноармійської Першої с/р           | Братська могила радянських воїнів. Поховано 105 воїнів. 1942 р., 1943 р.                                                                                               | Харківська скульптурна фабрика 1967 р.                                                       | Скульптура — 2,5 м, з/б. Постамент — 4,0 м, цегла, цемент                                  | -<<-                       | -<<-                                                                   | 25 м (Наказ правління культури і туризму від 10.09.09. № 234) |
| 78.   | 667                      | с-ще Профінтерн Гонтарівської с/р                      | Братська могила радянських воїнів. Поховано 9 воїнів. 1941 р., 1942 р., 1943 р.                                                                                        | Харківська скульптурна фабрика 1967 р.                                                       | Скульптура — 2,5 м, з/б. Постамент — 2,7 м, цегла, цемент                                  | -<<-                       | -<<-                                                                   | 25 м (Наказ правління культури і туризму від 10.09.09. № 234) |
| 79.   | 622                      | с. Радянське Червоноармійської Першої с/р              | Братська могила червоноармійців і радянських воїнів. Поховано 198 чол. 18 червоноармійців і 110 радянських воїнів.1918 р., 1942 р., 1943 р.                            | Харківська скульптурна фабрика 1968 р.                                                       | Скульптура — 2,5 м, з/б. Постамент — 2,5 м, цегла, цемент                                  | Місцева                    | № 61 від 25.01.72р.                                                    | 25 м (Наказ правління культури і туризму від 10.09.09. № 234) |
| 80.   | 702                      | -<<-                                                   | Пам'ятник воїнам-односельчанам. 1941–1945 р. | Харківська скульптурна фабрика 1975 р.                                                       | Скульптура — 2,5 м, з/б. Постамент — 3,0 м, цегла, цемент                                  | -<<-                       | -<<-                                                                   |                                                               |
| 81.   | 1655                     | с. Революційне Революційної с/р                        | Могила Єфименко О. Я. — історика. 1918 р. | 1976 р.                                                                                      | Стела — 1,4х0,8х0,3 м, мармур                                                              | -<<-                       | -<<-                                                                   |                                                               |
| 82.   | 668                      | -<<-                                                   | Братська могила радянських воїнів. Поховано 1015 воїнів. 1941 р., 1942 р., 1943 р.                                                                                     | Харківська скульптурна фабрика 1965 р.                                                       | Скульптура — 3,0 м, з/б. Постамент — 2,8 м, цегла, цемент                                  | -<<-                       | -<<-                                                                   | 25 м (Наказ правління культури і туризму від 10.09.09. № 234) |
| 83.   | 669                      | с. Різникове Різниківської с/р                         | Братська могила радянських воїнів. Поховано 15 воїнів. 1942 р., 1943 р.                                                                                                | Харківська скульптурна фабрика 1967 р.                                                       | Скульптура — 2,5 м, з/б. Постамент — 2,5 м, цегла, цемент                                  | -<<-                       | -<<-                                                                   | 25 м (Наказ правління культури і туризму від 10.09.09. № 234) |
| 84.   | 623                      | с. Рубіжне Рубіжненської с/р                           | Братська могила червоноармійців. Кількість похованих не встановлена. 1919 р.                                                                                           | 1936 р.                                                                                      | Обеліск — 2,0 м, граніт. Постамент — 0,8х2,4х2,4 м, цегла, цемент                          | -<<-                       | -<<-                                                                   |                                                               |
| 85.   | 670                      | с. Рубіжне Рубіжненської с/р, центр села               | Братська могила радянських воїнів. Поховано 1181 воїн. 1941 р., 1942 р., 1943 р.                                                                                       | Харківська скульптурна фабрика 1963 р.                                                       | Скульптура — 2,5 м, з/б. Постамент — 3,0 м, цегла, цемент                                  | -<<-                       | -<<-                                                                   | 25 м (Наказ правління культури і туризму від 10.09.09. № 234) |
| 86.   | 671                      | с. Сосновий Бір Революційної с/р                       | Братська могила радянських воїнів. Поховано 48 воїнів. 1942 р., 1943 р.                                                                                                | Харківська скульптурна фабрика 1975 р.                                                       | Скульптура — 2,5 м, з/б. Постамент — 3,0 м, цегла, цемент                                  | -<<-                       | -<<-                                                                   | 25 м (Наказ правління культури і туризму від 10.09.09. № 234) |
| 87.   | 675                      | с. Стариця Старицької с/р                              | Братська могила радянських воїнів. Поховано 151 воїна. 1941 р., 1942 р., 1943 р.                                                                                       | Харківська скульптурна фабрика. 1965 р.                                                      | Скульптура — 2,5 м, з/б. Постамент — 2,5 м, цегла, цемент                                  | -<<-                       | -<<-                                                                   | 25 м (Наказ правління культури і туризму від 10.09.09. № 234) |
| 88.   | 1653                     | с. Стариця Старицької с/р, у лісі                      | Місце бою радянських партизанів з фашистськими загарбниками. 1943 р.                                                                                                   | 1987 р.                                                                                      | Пам'ятний знак (стела) — 1,0 м, лабрадорит. Постамент — 1,2 м, цегла, цемент               | -<<-                       | № 13 від 12.01.81р.                                                    |                                                               |
| 89.   | 674                      | смт. Старий Салтів Старосалтівської сел/р, вул. Велика | Братська могила жертв фашизму. Поховано 24 чол. 1943 р. | Харківська скульптурна фабрика 1975 р.                                                       | Стела — 2,0х0,7х0,3 м, граніт                                                              | -<<-                       | № 61 від 25.01.72р.                                                    | 25 м (Наказ правління культури і туризму від 10.09.09. № 234) |
| 90.   | 678                      | -<<-, на кладовищі                                     | Братська могила радянських воїнів. Поховано 75 воїнів. 1941 р., 1942 р., 1943 р.                                                                                       | Харківська скульптурна фабрика 1956 р.                                                       | Скульптура — 2,5 м, з/б. Постамент — 2,7 м, цегла, цемент                                  | -<<-                       | -<<-                                                                   | 25 м (Наказ правління культури і туризму від 10.09.09. № 234) |
| 91.   | 672                      | -<<-, вул. Перемоги                                    | Братська могила радянських воїнів. Поховано 424 чол.1941 р., 1942 р., 1943 р.                                                                                          | Харківська скульптурна фабрика 1953 р.                                                       | Скульптура — 2,5 м, з/б. Постамент — 3,5 м, цегла, цемент                                  | -<<-                       | -<<-                                                                   | 25 м (Наказ правління культури і туризму від 10.09.09. № 234) |
| 92.   | 689                      | -<<-, вул. Перемоги, біля братської могили             | Могила Семенова С. І., гвардії полковника.1943 р. | 1958 р.                                                                                      | Обеліск — 2,0 м, граніт                                                                    | -<<-                       | -<<-                                                                   |                                                               |
| 93.   | 690                      | -<<-, вул. Свободи, 16                                 | Могила Соколова О. В., лейтенанта Радянської Армії. 1942 р. | 1975 р.                                                                                      | Стела — 2,0х0,8х0,8 м, мармурова кришка                                                    | -<<-                       | -<<-                                                                   |                                                               |
| 94.   | 691                      | -<<-, вул. Свободи, 16                                 | Могила Спиридонова О. Д., молодшого лейтенанта Радянської Армії. 1942 р.                                                                                               | 1975 р.                                                                                      | Стела.- 2,0х0,8х0,8 м, мармурова кришка                                                    | -<<-                       | -<<-                                                                   |                                                               |
|       |                          |                                                        | |                                                                                              |                                                                                            |                            |                                                                        |                                                               |
| 96.   | 676                      | с. Томахівка Гонтарівської с/р                         | Братська могила радянських воїнів. Поховано 104 воїни. 1942 р., 1943 р.                                                                                                | Харківська скульптурна фабрика 1967 р.                                                       | Скульптура — 2,5 м, з/б. Постамент — 2,0 м, цегла, цемент                                  | Місцева                    | № 61 від 25.01.72р.                                                    | 25 м (Наказ правління культури і туризму від 10.09.09. № 234) |
| 97.   | 677                      | с. Українка Рубіжненської с/р                          | Братська могила радянських воїнів. Поховано 411 воїнів. 1941 р., 1942 р., 1943 р.                                                                                      | Харківська скульптурна фабрика 1963 р.                                                       | Скульптура — 2,5 м, з/б. Постамент — 2,0 м, цегла, цемент                                  | -<<-                       | -<<-                                                                   | 25 м (Наказ правління культури і туризму від 10.09.09. № 234) |
| 98.   | 678                      | с. Хотімля Хотімлянської с/р                           | Братська могила радянських воїнів. Поховано 550 воїнів. 1941 р., 1942 р., 1943 р.                                                                                      | Харківська скульптурна фабрика 1959 р.                                                       | Скульптура — 2,5 м, з/б. Постамент — 2,7 м, цегла, цемент                                  | -<<-                       | -<<-                                                                   | 25 м (Наказ правління культури і туризму від 10.09.09. № 234) |
| 99.   | 679                      | с. Червоноармійське Друге Червоноармійської с/р        | Братська могила радянських воїнів. Поховано 145 воїнів. 1942 р., 1943 р.                                                                                               | Харківська скульптурна фабрика 1965 р.                                                       | Скульптура — 2,5 м, з/б. Постамент — 3,0 м, цегла, цемент                                  | -<<-                       | -<<-                                                                   | 25 м (Наказ правління культури і туризму від 10.09.09. № 234) |
| 100.  | 680                      | с. Шевченкове Перше Революційної с/р                   | Братська могила радянських воїнів. Поховано 57 воїнів. 1941 р., 1942 р., 1943 р.                                                                                       | Харківська скульптурна фабрика 1967 р.                                                       | Скульптура — 2,5 м, з/б. Постамент — 2,5 м, цегла, цемент                                  | -<<-                       | -<<-                                                                   | 25 м (Наказ правління культури і туризму від 10.09.09. № 234) |
| 101.  | 703                      | с. Шевченкове Юрченківської с/р                        | Пам'ятник воїнам-односельчанам. 1941–1945 р. | Харківська скульптурна фабрика 1967 р.                                                       | Скульптура — 2,5 м, з/б. Постамент — 3,0 м, цегла, цемент                                  | -<<-                       | -<<-                                                                   |                                                               |
| 102.  | 681                      | с. Шестакове Шестаківської с/р                         | Братська могила радянських воїнів і пам'ятний знак воїнам-односельцям. Поховано 490 воїнів. 1941 р., 1942 р., 1943 р. 1941–1945 рр.                                    | Харківська скульптурна фабрика 1964 р.                                                       | Скульптура — 3,0 м, з/б. Постамент — 2,0 м, цегла, цемент                                  | -<<-                       | -<<-                                                                   | 25 м (Наказ правління культури і туризму від 10.09.09. № 234) |
| 103.  | 682                      | -<<-                                                   | Братські могили (2) радянських воїнів, серед яких поховані Шестаков М. Д. і Перепелиця П. Л. — Герої Радянського Союзу. Поховано 5 воїнів .1942 р.                     | 1959 р.                                                                                      | Обеліск — 2,5 м, граніт. Постамент — 1,0 м, цегла, цемент                                  | -<<-                       | -<<-                                                                   | 25 м (Наказ правління культури і туризму від 10.09.09. № 234) |
| 104.  | 683                      | с. Юрченкове Юрченківської с/р                         | Братська могила радянських воїнів. Поховано 29 воїнів. 1942 р., 1943 р.                                                                                                | Харківська скульптурна фабрика 1954 р.                                                       | Скульптура — 3,0 м, з/б. Постамент — 3,0 м, цегла, цемент                                  | -<<-                       | -<<-                                                                   | 25 м (Наказ правління культури і туризму від 10.09.09. № 234) |
| 105.  | 704                      | -<<-                                                   | Пам'ятник воїнам-односельчанам. 1918–1920 рр., 1941–1945 рр. | Харківська скульптурна фабрика 1967 р.                                                       | Скульптура — 3,0 м, з/б. Постамент — 0,5 м, цегла, цемент                                  | -<<-                       | -<<-                                                                   |                                                               |
| 106.  | 721                      | -<<-                                                   | Пам'ятник Димитрову Г. М., діячеві болгарського і міжнародного комуністичного і робітничого руху.                                                                      | скульптор Твердянська Л. О., 1967 р.                                                         | Бюст — 1,2 м, з/б. Постамент — 2,5 м, цегла, цемент                                        | -<<-                       | -<<-                                                                   |                                                               |
| 107.  | 722                      | -<<-, біля школи                                       | Пам'ятник Лисенку Ф. К. — Герою Радянського Союзу 1941–1945 рр. | Скульптор Приходько П. О., 1967 р.                                                           | Бюст — 1,0 м, з/б. Постамент — 2,5 м, цегла, цемент                                        | -<<-                       | -<<-                                                                   |                                                               |

## Джерело
Лист Харківської облдержадміністрації на запит ВМ УА від 28 березня 2012. Файли доступні на сайті конкурсу WLM [Архівовано 26 березня 2018 у Wayback Machine.].